# 张继科
张继科（1988年2月16日—），山東青岛人，中国前乒乓球运动员。前男子单打排名世界第一（2012年6月至12月），在团体赛、双打、单打、混双所有项目中共获4枚奥运会奖牌（3金1银）、11枚世锦赛奖牌（7金1银3铜）、7枚世界杯奖牌（6金1银），其中包括2012年奥运会男单金牌、2011年和2013年世锦赛男单金牌、2011年和2014年世界杯男单金牌。他是乒坛第四位男子大满贯选手，也是迄今所有大滿貫男女選手之中以最短时间（445天）完成这一壮举的。

## 生平
张继科生于1988年。父亲张传铭是一位乒乓球教练，因为喜欢足球而给儿子取名「繼科」，与巴西足球明星諧音。由于中国男足在1994年世界杯预选赛中表现不佳，深感失望的张传铭决定不再培养张继科踢足球，而是专攻乒乓球。
张继科4岁时由父親帶入門开始打乒乓球，2002年进入肖战麾下的国家乒乓球二队，2003年1月升至一隊。同年9月夺得世界青年巡回赛新西蘭公開賽男单冠軍、男双冠军（搭档馬龍），12月在第一届世界青年锦标赛上获得男团金牌、男双铜牌（搭档郑长弓）、男单8强。2004年10月，张继科因為違紀被国家队开除，退回山東省隊。涉事各方均未正式公开缘由，媒体则报道称，张继科被开除是因为参与非法博彩。
2006年11月，张继科在全國乒乓球錦標賽打入男单八强，时隔两年重新进入国家队。随后在国家队内的选拔赛中发挥出色，获得参加2007年萨格勒布世锦赛的资格，搭档姚彦出战混双比赛，止步第二轮。2008年3月首度突破隊內預選得以征戰國際賽單打，在卡塔爾公開賽八強4-3擊敗馬龍，是下放省隊以來首勝馬龍，初露茅頭。2008年11月全國乒乓球錦標賽，連挫馬琳、王勵勤、王皓（分別是當年北京奧運男單金、銅、銀牌）奪男單冠軍，2009年2月確立為「八大主力」，名列第七。[註一]2009年世乒賽3月中國隊內選拔循環賽，爭奪7個單打名額，張繼科名列第四，根据直通规则只有前三名才有单打名额，后经教练商议考虑综合成绩，最终以混双和双打名额参赛。[註二]
2009年的横滨世乒赛，张继科奪得男双季军和混双亚军。同年年底，张继科于林茨举行世界杯乒乓球团体赛中，与马龙、许昕及邱贻可一同获得该项赛事的冠军。2010年世乒賽團體赛決賽中王皓因為球拍膠皮問題怯場，臨陣5分鐘前才換上張繼科並反勝3-1，捧男團冠軍。同年10月世界盃頂替邀請名單上的馬龍，首度征戰三大賽單打，得亞軍，其中四強對水谷隼落後0比3連扳4局逆轉，是他的國際賽場成名作。這年張繼科在世界三大賽面對外國球手兩度落後反勝展現的心理抗壓與心態受總教練劉國梁認可，傳媒開始拿他來對比連輸外戰的馬龍。2011年世乒賽（鹿特丹）四強4-1勝歐洲強敵波爾，決賽4-2勝王皓，首度參賽即奪冠，撕衣慶祝為經典一幕。曲折坎坷的崛起之路，至此初登頂。2012年奧運前因肩傷和腰傷打了多枝封閉針，撐過來奪奧運男單金牌，是史上男女最快大滿貫。奧運奪冠後對比賽失去刺激感，放鬆了對自己的要求，2013年開季「73天輸了四場外戰」、「大滿貫壇花一現」批評在媒體甚囂塵上。張繼科把握了僅有的2013年世乒賽（巴黎）衛冕單打冠軍，實則賽前被一致看衰。衛冕後至2014年10月連續一年半，一直沒突破隊內預選打巡迴賽單打，至2014年10月「復出」馬上奪世界盃單打冠軍，惟此後再沒在三大賽奪冠。

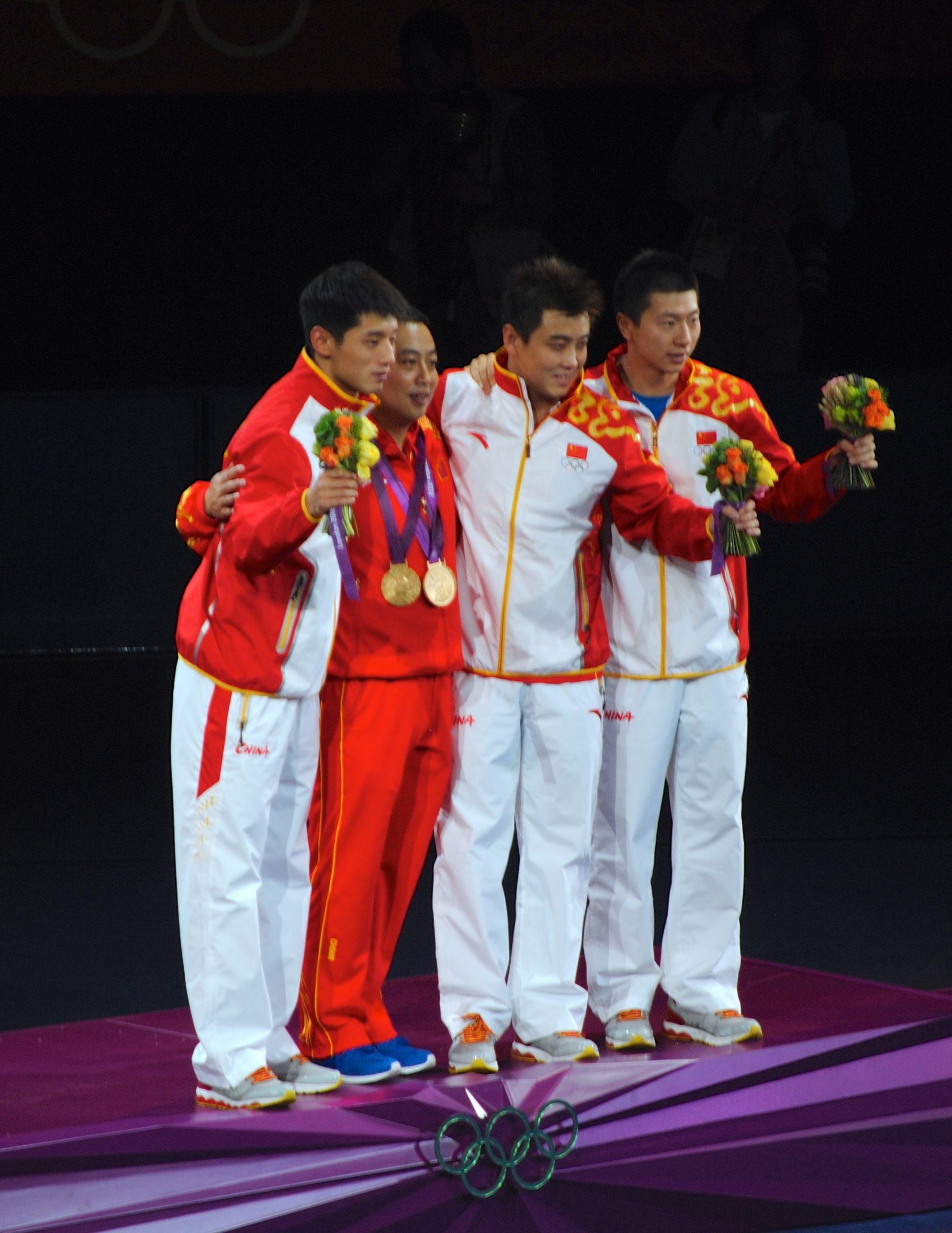
2012年夏季奧林匹克運動會乒乓球比賽－男子團體冠军张继科、王皓、马龙与教练刘国梁合影

2011年世界乒乓球锦标赛男子单打中，張繼科以出色的表現，在決賽中以4:2擊敗王皓，亦是他首個男單大賽金牌。同年11月，张继科又在法国世界杯中，亦在決賽中擊敗王皓，获得男子单打冠军。2012年6月，张继科登上世界排名第一。 

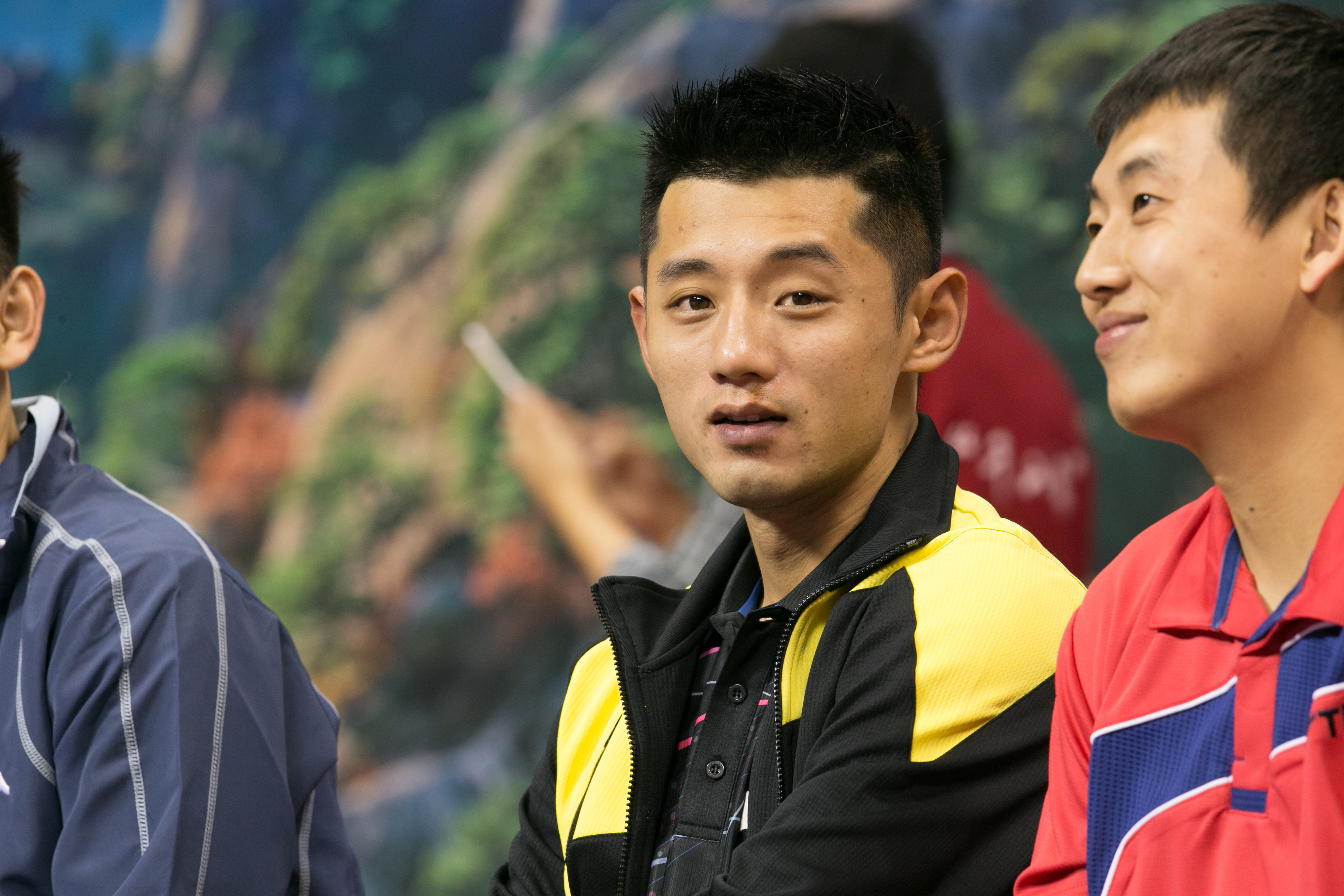
2016年全国乒乓球锦标赛中，张继科在观战

2012年6月29日，在厦门备战伦敦奥运会的国家乒乓球男队与厦门市体育局机关党委共同举办活动。在主教练刘国梁领誓下，张继科与马龙、许昕、郝帅、李平、赵卫星与厦门市体育局10名新党员，进行新党员宣誓。8月2日，张继科在2012年倫敦奥运会男单比赛中打入决赛，在决赛中以4:1击败王皓取得冠军；同时，他也实现了世锦赛、世界杯、奥运会三项冠军的大满贯，成为在中国男乒历史上继刘国梁和孔令辉之后的第三位大满贯选手，同時也是最快奪得大滿貫的選手。之後他與王皓和马龙攜手出戰男團項目。在半決賽中，卻以3：1負於德國名將波爾，但最終仍擊敗德國隊晉級。決賽中以3:0擊敗南韓，奪得男團金牌。
2013年5月，张继科于第52届世乒赛男单半决赛中4:0击败对手許昕，最後於決賽中以4:2擊敗老對手王皓，成功蝉联世乒赛男单冠军。
2014年5月，張繼科出戰東京世乒團體賽，在決賽中慘遭德國主將奧恰洛以3：0橫掃，但最終仍然奪得冠軍。10月，張繼科於德國舉行的男子世界盃中，在決賽以4:3擊敗马龙，這亦是兩人首次於大賽碰面，最後成功奪得男單金牌。這是他連續五次出征男單大賽，成功奪得金，這亦意味著他距離雙滿貫只有2016年巴西里約奧運會。
2015年5月，張繼科在第53届世乒赛男單比賽進入半決賽後不敵同屬中國隊的方博，最後獲得銅牌。他與許昕在男雙方面，兩人於決賽以4:2擊敗樊振東和周雨，奪得金牌，這亦是張繼科首次在世界乒乓球锦标赛雙打中取得金牌。
2016年8月，张继科在2016年里约奥男单决赛中0:4负于马龙，摘得银牌。之后在男团决赛中战胜日本队赢得金牌。
张继科曾在2018年短暂复出，随即淡出乒坛，但并未亲口承认退役。2019年1月，中国乒乓球队内举行2019年匈牙利世乒赛直通赛，张继科主动退出了直通赛，理由是“近期缺乏系统训练”，此后彻底淡出国家队视野。在2019年世乒赛中，教练李晓东解说比赛时，表示张继科“已经退役”。张继科已于2021年11月与山东省乒羽中心解除了劳动关系。

## 性格

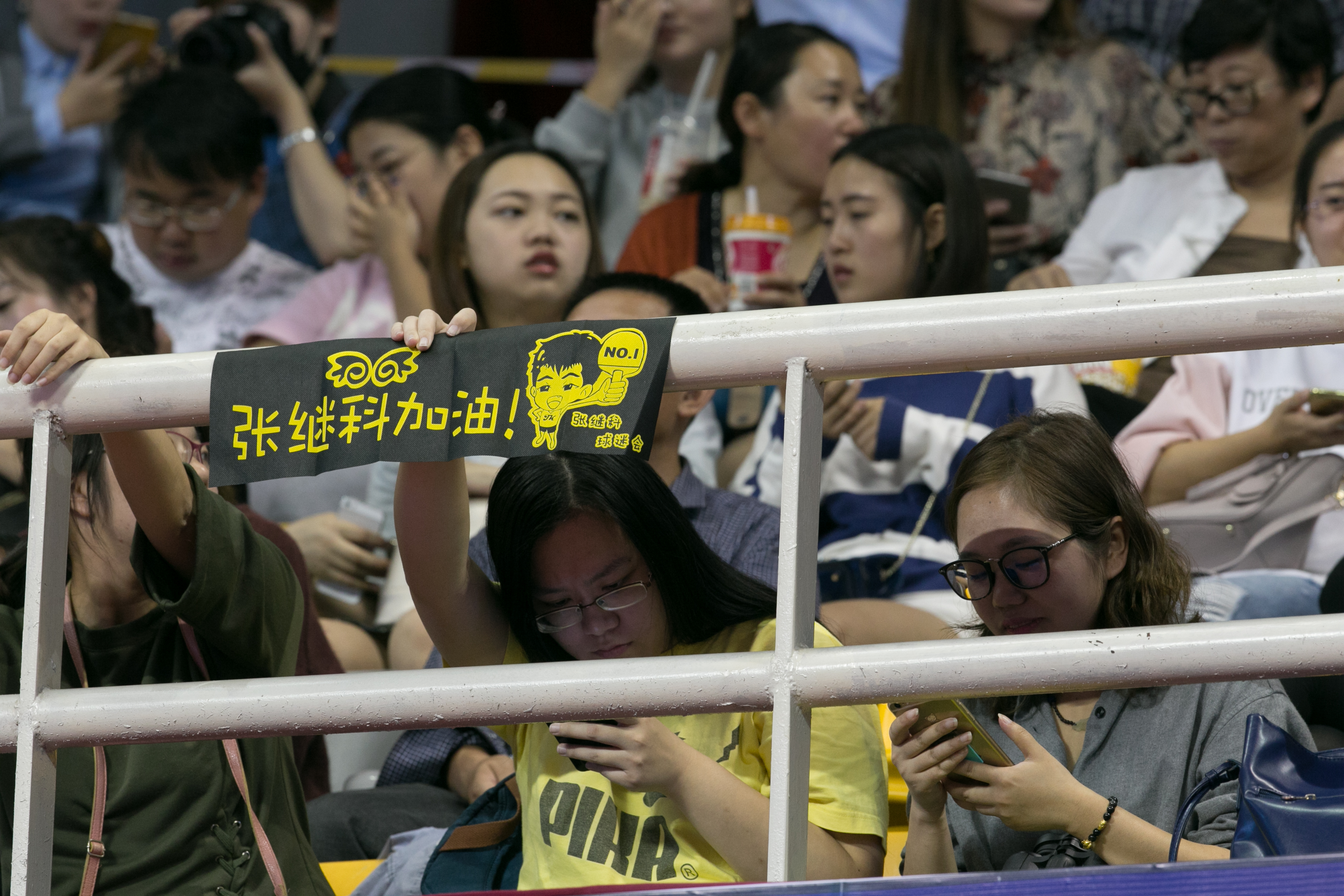
2016年全国乒乓球锦标赛中的张继科粉丝

中國男乒總教練劉國梁評價張繼科打球有血性，關鍵球膽大球風凶悍，自信又浮躁，有难以被驯服的气质，进攻性极强，故劉國梁送他绰号“藏獒”。國際乒聯在他衛冕世乒冠軍後盛贊「張繼科為大場面而生，一場男人的勝利」。央視解說楊影評論「張繼科容易在大賽中爆發出可怕的氣質」。搜狐新聞評價「越是關键的比賽，張繼科越是興奮，越是容易調動起狀態。」

## 个人生活
2018年3月28日，張繼科在新浪微博公開與中國女演員景甜的戀情。2019年6月9日，景甜在新浪微博宣布與張繼科分手，稱“感恩曾經的相遇，願今後一切安好”。

## 争议

### 发景甜私密影片给债主
2023年3月30日，有网民爆料称，张继科与景甜交往期间，曾因无力偿还赌债，将3条景甜的私密影片发给债主，债主以此逼迫景甜还债。张继科工作室于当天发布声明驳斥有关传闻，并称其律师团队正取证不实内容并准备起诉。随后，经济观察报记者李微敖曝光张继科的借贷合同等细节。安踏、一汽丰田、舒肤佳等有张继科代言的品牌均在事后删除了与张继科有关的宣传物料。另外日本蝴蝶乒乓球用品公司发布通知，称“鉴于报道的性质”，公司将删除集团所有网站的张继科信息，以及商品信息。在确认情况期间，集团将暂停所有使用张继科肖像的产品销售。人民日報社旗下的「人民文娛」發文稱，要把注意力放在真正違法違規的事情上，而不是在其中起哄、揣測、聚焦私隱。

### 涉赌
2023年4月4日，国家体育总局乒羽中心相关人士称，2019年前曾有媒体报道称张继科有过国外比赛去赌场传闻，但实际上未曾接到他比赛期间去赌场的举报。

## 名局
- 2010年世界盃四強：落後0-3，反勝日本水谷隼4-3
- 2016奧運男團四強：第一場單打，落後0-1，反勝南韓鄭榮植3-2

## 三大赛成績
| 年份 | 賽事                   | 地點             | 成績     | 成績           | 成績           | 成績     |
| 年份 | 賽事                   | 地點             | 男子單打 | 男子双打       | 混合双打       | 男子團體 |
| ---- | ---------------------- | ---------------- | -------- | -------------- | -------------- | -------- |
| 2007 | 世界桌球錦標賽         | 克罗地亚萨格勒布 | －       | －             | 64强（與姚彦） | －       |
| 2009 | 世界桌球錦標賽         | 日本橫濱         | －       | 季軍（與郝帅） | 亞軍（與木子） | －       |
| 2009 | 桌球世界杯（團體）     | 奧地利林茨       | －       | －             | －             | 冠軍     |
| 2010 | 世界桌球錦標賽（團體） | 俄羅斯莫斯科     | －       | －             | －             | 冠軍     |
| 2010 | 桌球世界杯（團體）     | 阿联酋杜拜       | －       | －             | －             | 冠軍     |
| 2010 | 桌球世界杯             | 德國马格德堡     | 亞軍     | －             | －             | －       |
| 2011 | 世界桌球錦標賽         | 荷蘭鹿特丹       | 冠軍     | 季軍（與王皓） | －             | －       |
| 2011 | 桌球世界杯             | 法國巴黎         | 冠軍     | －             | －             | －       |
| 2012 | 世界桌球錦標賽（團體） | 德國多特蒙德     | －       | －             | －             | 冠軍     |
| 2012 | 奥林匹克運動會         | 英國伦敦         | 冠軍     | －             | －             | 冠軍     |
| 2013 | 桌球世界杯（團體）     | 中國廣州         | －       | －             | －             | 冠軍     |
| 2013 | 世界桌球錦標賽         | 法國巴黎         | 冠軍     | －             | －             | －       |
| 2014 | 世界桌球錦標賽（團體） | 日本东京         | －       | －             | －             | 冠軍     |
| 2014 | 桌球世界杯             | 德國杜塞尔多夫   | 冠軍     | －             | －             | －       |
| 2015 | 桌球世界杯（團體）     | 阿联酋杜拜       | －       | －             | －             | 冠軍     |
| 2015 | 世界桌球錦標賽         | 中國蘇州         | 季軍     | 冠軍（與許昕） | －             | －       |
| 2016 | 世界桌球錦標賽（團體） | 马来西亚吉隆坡   | －       | －             | －             | 冠軍     |
| 2016 | 奥林匹克運動會         | 巴西里约         | 亞軍     | －             | －             | 冠軍     |
| 2017 | 世界桌球錦標賽         | 德國杜塞尔多夫   | 32強     | －             | －             | －       |

## 文艺事业

### 综艺节目
| 播出时间 | 节目名称           | 电视台/网络平台  | 备注                             |
| -------- | ------------------ | ---------------- | -------------------------------- |
| 2016     | 看你往哪跑         | 腾讯视频         |                                  |
| 2017     | 跨界歌王第二季     | 北京卫视         |                                  |
| 2017     | 極速前進中國版4    | 深圳卫视         | 与父亲张传铭一起参加             |
| 2018     | 吐槽大会第三季     | 腾讯视频         | 第九期主咖                       |
| 2020     | 做家務的男人第二季 | 爱奇艺           | 与父亲张传铭、母亲徐锡英一起参加 |
| 2020     | 運動吧少年         | 湖南卫视         | 运动领队                         |
| 2020     | 女兒們的戀愛第三季 | 芒果TV           | 金晨的约会对象                   |
| 2021     | 我们恋爱吧第三季   | 江苏卫视         | 恋爱观察团成员                   |
| 2022     | 超有趣滑雪大會     | 愛奇藝、江苏卫视 | 超滑家族                         |

### 个人单曲
| 歌名           | 作词   | 作曲 | 发布时间 | 备注                         |
| -------------- | ------ | ---- | -------- | ---------------------------- |
| 《心藏》       | 麦麦   | 麦麦 | 2016     |                              |
| 《天大的小事》 | 唐汉霄 | 茶茶 | 2021     | 电影《五个扑水的少年》推广曲 |